# Шопорня
Шопорня (словац. Šoporňa) — село в окрузі Ґаланта Трнавського краю Словаччини. Площа села 31,39 км². Станом на 31 грудня 2015 року в селі проживало 4195 жителів.

## Географія
Село розташоване на березі водосховища Кральова. Протікає канал Заярч'є.

## Історія
Перші згадки про село датуються 1251 роком.

## Населення
| Рік:            | 1994. | 2004.   | 2014.   | 2024.   |
| --------------- | ----- | ------- | ------- | ------- |
| Кількість осіб: | 4000  | 4149    | 4171    | 4032    |
| Різниця:        |       | +3,72 % | +0,53 % | -3,33 % |

| Рік:            | 2023. | 2024.   |
| --------------- | ----- | ------- |
| Кількість осіб: | 4079  | 4032    |
| Різниця:        |       | -1,15 % |